# Rudolf Moratti

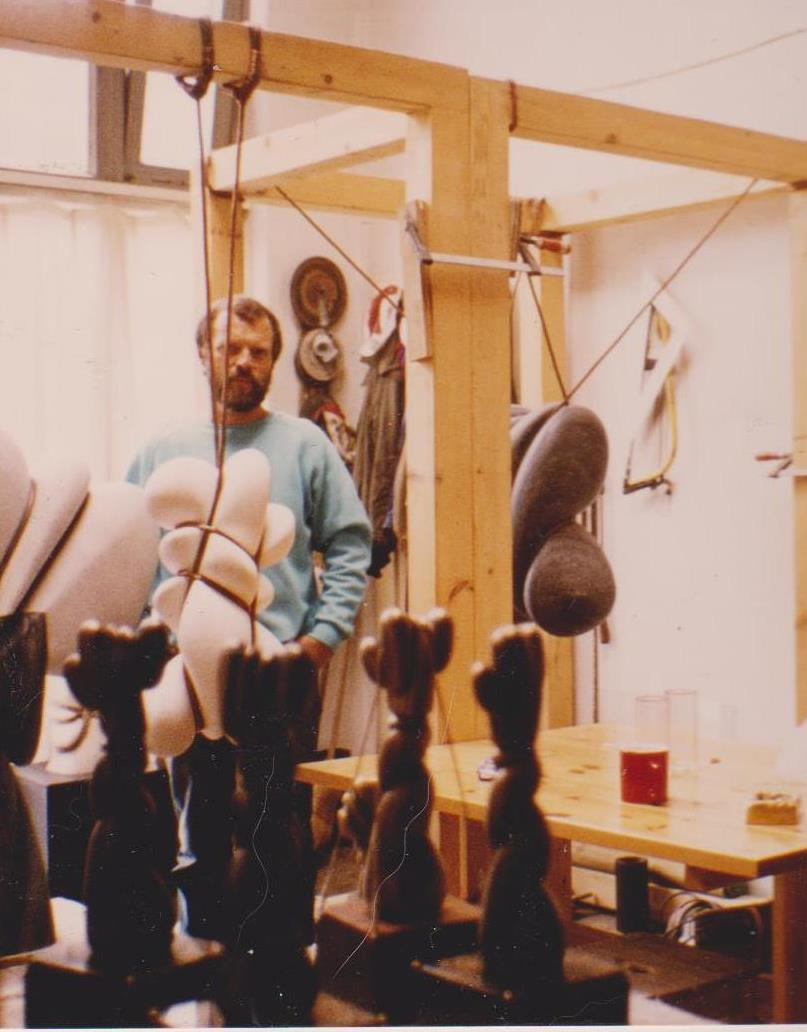
Rudolf Moratti in seinem Studio, 1986

Rudolf Moratti (* 31. August 1942 in Steyr, Österreich; † 5. März 2000 in Wien) war ein österreichischer Bildhauer und Mitglied der Wiener Secession und der Künstlervereinigung Graz. Im Jahre 1981 war er Vorstand in der IG Bildende Kunst Österreich. 

## Studium
Rudolf Moratti studierte an der Hochschule für angewandte Kunst in Wien, wo er ein Schüler von Fritz Wotruba und Wander Bertoni war. Er schloss sein Studium 1975 an der Akademie der bildenden Künste bei Professor Fritz Wotruba ab.

## Werke (Auswahl)

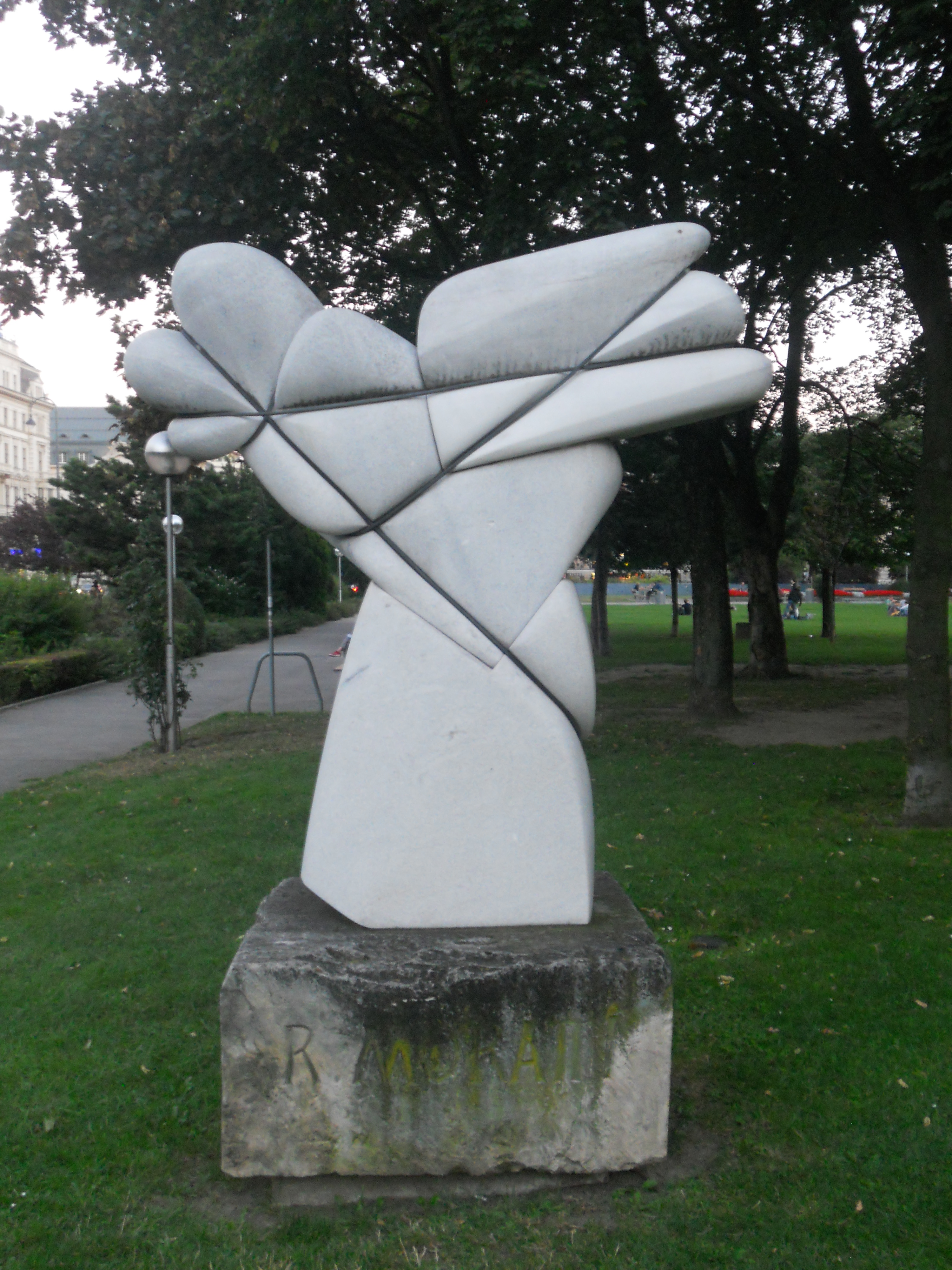
Skulptur im Sigmund-Freud-Park

Im Sigmund-Freud-Park in Wien befindet sich eine Skulptur von Moratti, die aus drei Marmoren zusammengesetzt ist, aus Marmor aus Sterzing, Carrara-Marmor und Saubsdorfer Marmor. An der Schiffsanlegestelle bei der Donaubrücke Stein-Krems schuf er eine Steinskulptur, die an einem Dreibein aufgehängt schwebt. Im Jahre 1981 war er einer der Teilnehmer des Bildhauersymposions St. Margarethen.
In der Pfarrkirche von Kleinwarasdorf (Mali Borištof) befinden sich seit Mitte der 1990er Jahre ein Altar, Ambo (Stehpult) und Sessio (hervorgehobener Sitz für den Priester) von Moratti, ferner schuf er eine Skulptur für die so genannten KUGA in Großwarasdorf (Veliki Borištof). Den Sommer über lebte und arbeitete er in Kleinwarasdorf, einem Ort im Burgenland, der zu 80 Prozent von Burgenlandkroaten bewohnt wird. Er wurde in einem ehrenhalber gewidmeten Grab im Ehrenhain (Gruppe 40) auf dem Wiener Zentralfriedhof beerdigt.